# Tachyta pseudovirens
Tachyta pseudovirens is een keversoort uit de familie van de loopkevers (Carabidae). De wetenschappelijke naam van de soort is voor het eerst geldig gepubliceerd in 1964 door Bruneau De Mire.